# Orczi Géza
Orczi Géza (Nagykáta, 1955. szeptember 29. – 2021. április 8.) magyar zenész, ütő- és pengetős hangszeres művész, hangszerkészítő mester és restaurátor, az Uplifting Classical hídműfajt létrehozó Gandharvák alapító tagja, Artisjus-díjas előadóművész.

## Életpályája
Kilencéves korában kezdte pengetős tanulmányait. Részt vett a hetvenes-nyolcvanas évek pol-beat mozgalmában. Később érdeklődése egyre jobban kinyílt az ütősök és a fúvósok, valamint a hangszerkészítés felé is. 1987-ben ORI vizsgát tett ütős és pengetős hangszereken, majd 1988-ban zenekarvezetőként is. Táncosként ismerte meg a balkáni népek tánckultúráját és népzenéjét, mely területeken folyamatosan tevékenykedett. Balkáni zenét játszó és hagyományokat őrző együttesek, tánccsoportok állandó tagja és közreműködője volt. Számos produkcióban vett részt tánc- és színházi produkciók zenekari kísérőjeként. Több arany- és platinalemez tulajdonosa.
Fő hangszerei: tapan, ud, saz, buzuki, dzura, tambura, tamburica és a kaval.
Hangszerkészítő és -restauráló mesterként tradicionális népi hangszerekkel foglalkozott.

## Zenekari tevékenység

### Zenekari tagságai
- Balogh Kálmán
- Besh o droM
- Carmina Danubiana
- Dilbere
- Falkafolk
- Gandharvák
- Kolo
- Kremenica
- Makám
- Rila
- Szabotage
- Sebő
- Sirtos
- Udrub
- Vágtázó Csodaszarvas
- Zora
- Zsarátnok

### Közreműködés, meghívás
- Brathanki, Etnofon Zenei Társulás, Kaláka, Kálmánia, Korai öröm, Maskarades, Mydros, Pyrgos, Rece-Fice, Söndörgő, Vándor Vokál, Vizin

## Előadói közreműködései

### Színdarabok
- Szentivánéji álom (Besh o DroM, Szegedi Nemzeti Színház)
- Rómeó és Júlia (Szabotage, Bárka Színház)
- A méla Tempefői (Sebő zenekar, Kőszegi Várszínház)
- Táncos magyarok
- Pannon freskó

### Filmzene
- Mátyás, a sosem volt királyfi (Sebő zenekar)

### Fesztiválszereplések
- Mallorca World Folkdance 1997, 1999 – fesztiválfődíj (Rila együttes)
- Womex, Sziget, Sopot, Volt, Kaláka, Misztrál, Magyarsziget
- Filharmóniai körút a Zsarátnokkal és a Sebő együttessel

### Tánccsoportok kísérőzenéi
- Martenica, Tabán, Opanke, Jantra, Zdravec

## Díjak, elismerések
- 2004 „tiszteletbeli bolgár” igazolvány
- 2005 Artisjus-díj (a kortárs zene népszerűsítéséért)
- 2006 Bartók Emléklap

## Diszkográfia
- Balkandzsijszka Racsenica / Balkan Folk Music (as Géza Orczi) (Hungaroton, 1989)
- Vándor Vokál: Többszólamú népdalok Kelet-Európában (Etnofon,1995), Feljött a hold (Periferics, 2000), I planted roses (Belgium, Wildboar music, 2002)
- Zsarátnok: The Balkan Legends (New Tone Records, 1994)
- Balogh Kálmán & The Gipsy Cimbalom Band: Gypsy Jazz (Rounder Select, 1999)
- Rila: Bolgárkert (Fonó Budai Zeneház, 1999)
- BesH o droM: Macsó Hímzés (Fonó, 2000) – aranylemez
- Sebő Együttes: Rejtelmek (Gryllus, 2001)
- Makám: Anzix (FolkEuropa, 2003)
- BesH o DroM: Nekemtenemmutogatol (Asphalt Tango Records, 2003)
- Sebő Ferenc: Nagy László (2004)
- Sebő Ferenc: József Attila (2005)
- Vágtázó Csodaszarvas: Tiszta forrás (2006) aranylemez[3])[4]
- Vágtázó Csodaszarvas: Végtelen Ázsia! (Fonó Records, 2008) aranylemez[5])[6]
- Carmina Danubiana: Budavár tövében – A Hunyadiak a folklórban (Csörsz Rumen István, 2008)
- SzaboTage (Orczi Géza – Szabó Zoltán): Tündérek és boszorkák (Csörsz Rumen István, 2009)
- Vágtázó Csodaszarvas: Csillaglovaglás (2011)[7] Korai öröm Recycled 1998
- Gandharvák: Uplifting Classical 1. (Gandharva Sound, 2012)
- Sebő Ferenc: Weöres 100 (Gryllus, Magyar Rádió, 2013)
- Gandharvák: Uplifting Classical 2. (Gandharva Sound, 2014)
- Gandharvák: MAGIC (Gandharva Sound, 2016)

További lemezei jelentek meg a Brathanki, Zsarátnok (1994), Udrub (2004), Balogh Kálmán, Vándor Vokál társulásokkal.